# 삼쇠섬

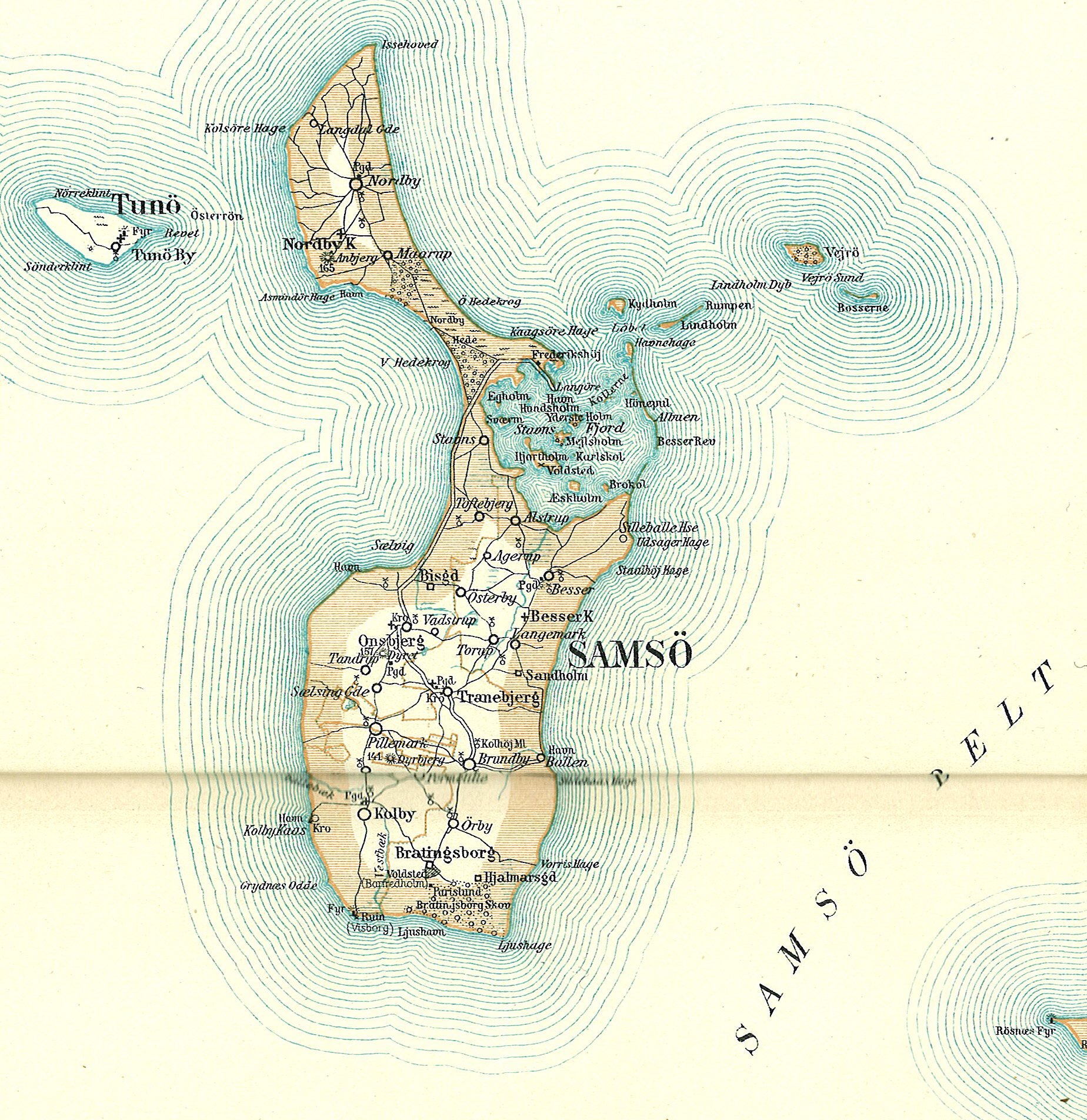
삼쇠섬 지도

삼쇠섬(덴마크어: Samsø)은 카테가트 해협에 위치한 덴마크의 섬으로 면적은 112km2, 높이는 64m, 인구는 3,724명(2017년 기준), 인구 밀도는 33명/km2이다. 윌란반도에서 15km 정도 떨어진 곳에 위치한다. 행정 구역상으로는 중앙윌란 지역 삼쇠시에 속하며 섬에서 가장 큰 마을은 트라네비에르(Tranebjerg)이다. 얕은 석호인 스타븐스 피오르드가 있다.
바이킹 시대에는 모임의 장소로 사용되었다. 프랑스인, 웨일스인, 아일랜드인에게는 매년 6월, 7월에 딸기를 수확하는 곳으로 널리 알려져 있다. 1997년에는 덴마크 정부가 삼쇠 섬을 재생 가능 에너지 시범 사업 지역으로 선정했으며, 2007년에는 대규모 해양 풍력 발전소가 건설되었다.

## 같이 보기
- 덴마크의 섬 목록